# Ilovička vrata
Ilovička vrata su morski tjesnac u Jadranskom moru.
Dobila su ime po mjestu Iloviku, jer se došavši s otvorenog mora, prolazeći kroz njih dolazi do mjesta Ilovika.
Pružaju se u pravcu jugozapad – sjeveroistok.
Sa sjeverozapadne strane ih omeđuje otok Lošinj.
S jugoistočne strane ih omeđuje otok Ilovik.
Sa sjeveroistočne strane su omeđena otocima Kozjakom i Svetim Petrom.
S jugozapadne strane nema prave prirodne međe, ali se za približnu među može uzeti spojnica rt Kornu na Lošinju – rt Nozdre na Iloviku.